# Liechtenstein nos Jogos Olímpicos de Verão de 2004
Liechtenstein competiu nos Jogos Olímpicos de Verão de 2004, em Atenas, na Grécia.